# Pulversheim
Pulversheim (prononcé [pylvəʁsaim]  ; nom dialectal : Pulverscha) est une commune de la banlieue de Mulhouse située dans la circonscription administrative du Haut-Rhin et, depuis le 1er janvier 2021, dans le territoire de la Collectivité européenne d'Alsace, en région Grand Est.
Cette commune se trouve dans la région historique et culturelle d'Alsace. Elle est membre de Mulhouse Alsace Agglomération et fait partie des 20 communes de l'agglomération mulhousienne ayant l'obligation de mettre en place une ZFE-m avant le 31 décembre 2024. Ses habitants sont appelés les Pulversheimois et les Pulversheimoises.

## Géographie

### Localisation
La commune de Pulversheim, située au centre du Bassin Potassique, compte environ 3000 habitants. Son ban s’étend sur 856 hectares.
Appartenant au canton d'Ensisheim et à l’arrondissement de Mulhouse, Pulversheim a été tôt marquée par l’exploitation de la potasse qui a largement contribué au développement du village. À l’ouverture de la mine Rodolphe, en 1913, la population compte 260 habitants, 675 en 1936 et cette croissance s’est poursuivie pour atteindre 2 200 habitants en 1973.
Avec son adhésion à la communauté de l’agglomération mulhousienne Sud-Alsace (CAMSA) et sa situation stratégique au centre du département, la commune est confrontée à de nouveaux enjeux territoriaux. Malgré le développement de l’urbanisme, de zones d’activités, la commune reste dominé par des espaces naturels, forêts, vergers, espaces agricoles, la rivière Thur et ses marais au nord-ouest.
|               | Ungersheim  | Ensisheim  |
| Staffelfelden | Pulversheim | Ruelisheim |
| Wittelsheim   |             | Wittenheim |

### Hydrographie

#### Réseau hydrographique
La commune est dans le bassin versant du Rhin au sein du bassin Rhin-Meuse. Elle est drainée par la Thur, la Vieille Thur, le canal d'evacuation des Mines de Potasse, le Feidbach Externe, le Krebsbach et le Veidruntz,,.
La Thur, d'une longueur de 53 km, prend sa source dans la commune de Wildenstein et se jette  dans l'Ill à Ensisheim, après avoir traversé 20 communes. Les caractéristiques hydrologiques de la Thur sont données par la station hydrologique située sur la commune. Le débit moyen mensuel est de 6,11 m3/s. Le débit moyen journalier maximum est de 126 m3/s, atteint lors de la crue du 15 février 1990. Le débit instantané maximal est quant à lui de 153 m3/s, atteint le 14 janvier 2004.
La Vieille Thur, d'une longueur de 26 km, prend sa source dans la commune  et se jette  dans la Lauch à Eguisheim, après avoir traversé 13 communes.
Le canal d'évacuation des Mines de Potasse, d'une longueur de 28 km, est un canal, chenal non navigable qui relie la commune de Staffelfelden à Staffelfelden, où il se jette dans la Thur.

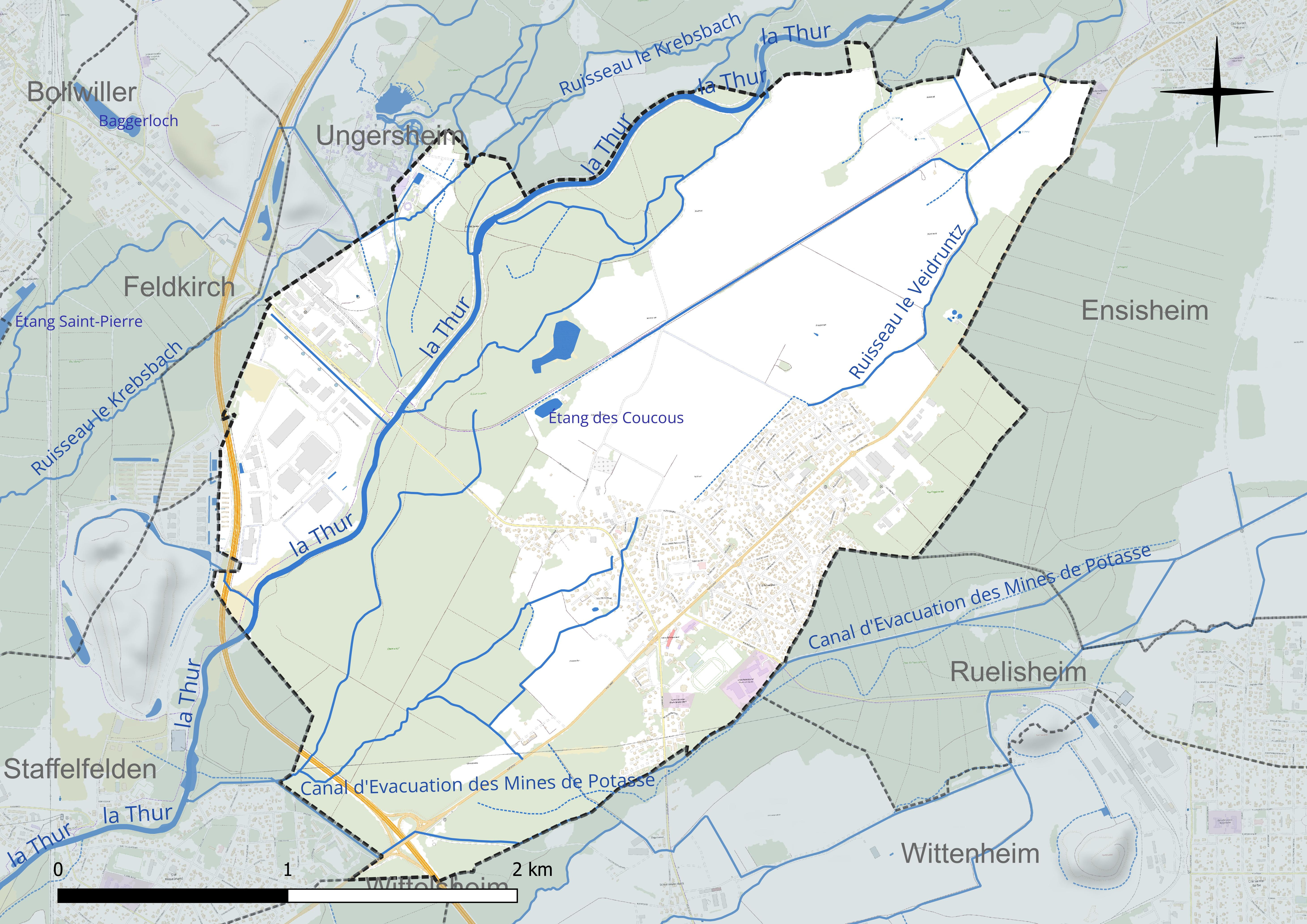
Réseau hydrographique de Pulversheim.

Un plan d'eau complète le réseau hydrographique : l'étang des Coucous (0,6 ha),.

#### Gestion et qualité des eaux
Le territoire communal est couvert par le schéma d'aménagement et de gestion des eaux (SAGE) « Ill Nappe Rhin ». Ce document de planification concerne la nappe phréatique rhénane, les cours d'eau de la plaine d'Alsace et du piémont oriental du Sundgau, les canaux situés entre l'Ill et le Rhin et les zones humides de la plaine d'Alsace. Le périmètre s’étend sur 3 596 km2. Il a été approuvé le 17 janvier 2005. La structure porteuse de l'élaboration et de la mise en œuvre est la région Grand Est.
La qualité des cours d’eau peut être consultée sur un site dédié géré par les agences de l’eau et l’Agence française pour la biodiversité.

### Climat
Pour des articles plus généraux, voir Climat du Grand Est et Climat du Haut-Rhin.
En 2010, le climat de la commune est de type climat des marges montargnardes, selon une étude du Centre national de la recherche scientifique s'appuyant sur une série de données couvrant la période 1971-2000. En 2020, Météo-France publie une typologie des climats de la France métropolitaine dans laquelle la commune est exposée à un climat semi-continental et est dans la région climatique Vosges, caractérisée par une pluviométrie très élevée (1 500 à 2 000 mm/an) en toutes saisons et un hiver rude (moins de 1 °C).
Pour la période 1971-2000, la température annuelle moyenne est de 10,5 °C, avec une amplitude thermique annuelle de 17,7 °C. Le cumul annuel moyen de précipitations est de 672 mm, avec 8,8 jours de précipitations en janvier et 9,3 jours en juillet. Pour la période 1991-2020, la température moyenne annuelle observée sur la station météorologique de Météo-France la plus proche, « Colmar-Meyenheim », sur la commune de Meyenheim à 9 km à vol d'oiseau, est de 11,3 °C et le cumul annuel moyen de précipitations est de 595,0 mm. 
La température maximale relevée sur cette station est de 40,9 °C, atteinte le 13 août 2003 ; la température minimale est de −24,8 °C, atteinte le 27 février 1986,,.
Les paramètres climatiques de la commune ont été estimés pour le milieu du siècle (2041-2070) selon différents scénarios d'émission de gaz à effet de serre à partir des nouvelles projections climatiques de référence DRIAS-2020. Ils sont consultables sur un site dédié publié par Météo-France en novembre 2022.

## Urbanisme

### Typologie
Au 1er janvier 2024, Pulversheim est catégorisée ceinture urbaine, selon la nouvelle grille communale de densité à sept niveaux définie par l'Insee en 2022.
Elle appartient à l'unité urbaine de Mulhouse, une agglomération intra-départementale regroupant 20  communes, dont elle est une commune de la banlieue,,. Par ailleurs la commune fait partie de l'aire d'attraction de Mulhouse, dont elle est une commune de la couronne,. Cette aire, qui regroupe 132 communes, est catégorisée dans les aires de 200 000 à moins de 700 000 habitants,.

### Occupation des sols
L'occupation des sols de la commune, telle qu'elle ressort de la base de données européenne d’occupation biophysique des sols Corine Land Cover (CLC), est marquée par l'importance des forêts et milieux semi-naturels (43,4 % en 2018), en diminution par rapport à 1990 (44,5 %). La répartition détaillée en 2018 est la suivante : forêts (41,7 %), terres arables (29,2 %), zones urbanisées (14 %), zones industrielles ou commerciales et réseaux de communication (9 %), zones agricoles hétérogènes (3,9 %), milieux à végétation arbustive et/ou herbacée (1,8 %), mines, décharges et chantiers (0,4 %). L'évolution de l’occupation des sols de la commune et de ses infrastructures peut être observée sur les différentes représentations cartographiques du territoire : la carte de Cassini (XVIIIe siècle), la carte d'état-major (1820-1866) et les cartes ou photos aériennes de l'IGN pour la période actuelle (1950 à aujourd'hui).

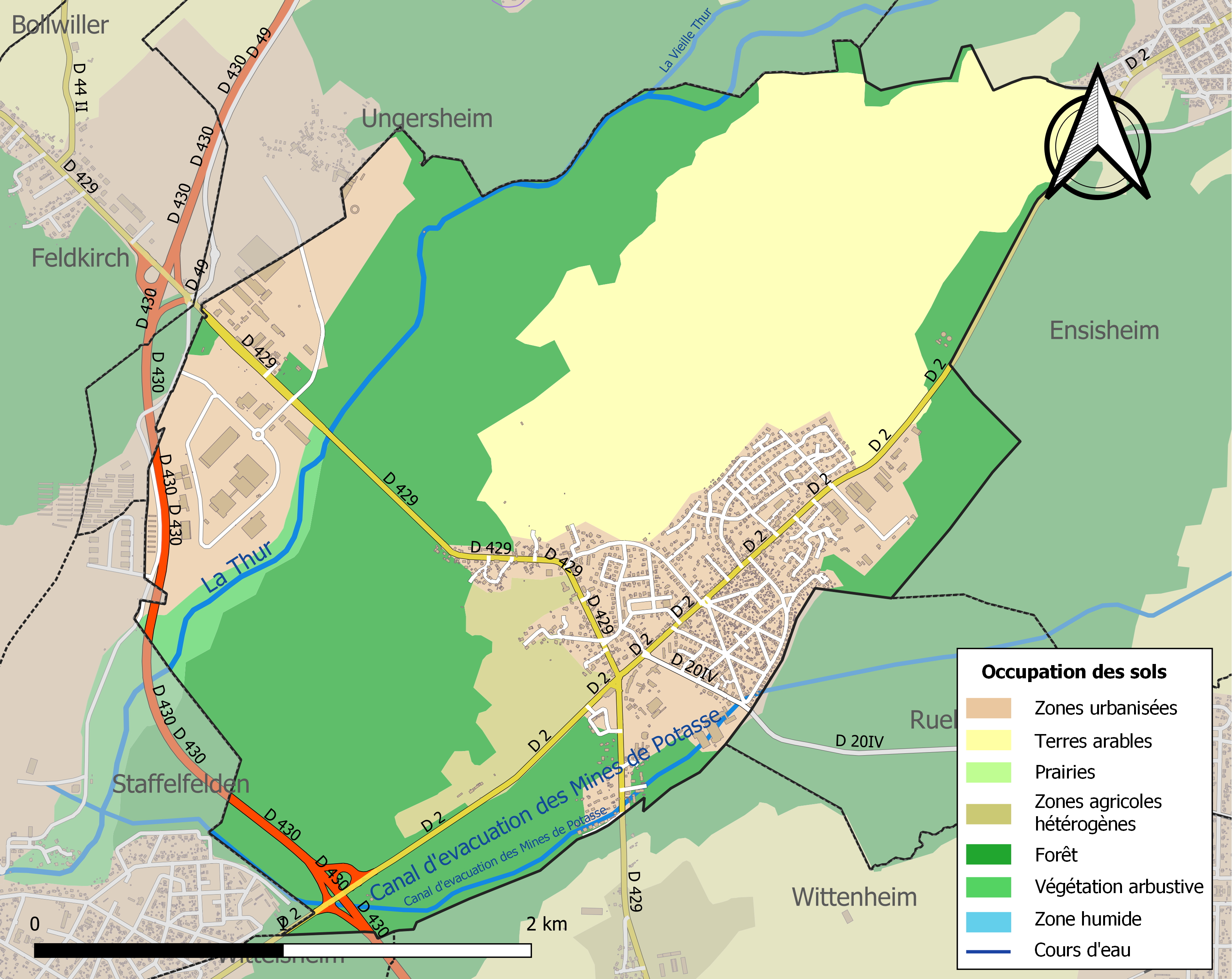
Carte des infrastructures et de l'occupation des sols de la commune en 2018 (CLC).

## Toponymie
Le village de Pulversheim est entré dans l’histoire au VIIIe siècle, sous son nom primitif de Wolfrigesheim ou Wolfriegeshaim, son orthographe ayant subi au cours des siècles de nombreuses mutations.
Étymologiquement la partie génétique provient du gothique wulf ou wolf, (syllabe qu’on retrouve dans le nom de nombreuses localités). Une ébauche de l’orthographe actuelle apparaît dès le XIVe siècle avec Bulffersheim (1369) et Wulfersheim (1544) puis Pulversheim (1725). Avec le temps les loups (wulf, wolf) ont été mutés en oiseau, coucou, messager du printemps[réf. souhaitée].

## Histoire
La situation de Pulversheim sur une ancienne voie celtique a favorisé le passage des tribus vers l’ouest.
Les successeurs de Clovis créèrent le duché d’Alsace et accrurent leur autorité sur notre région, possédant des terres allant du Sundgau jusqu’à Seltz.
Sous les Carolingiens, Pulversheim dépend du Sundgau et l’évêque de Bâle.
La Révolution, en créant de nouvelles divisions administratives, fait appartenir la commune de Pulversheim au département du Haut-Rhin, au district de Colmar et au canton d’Ensisheim.

### De l’ancien village agricole à une cité moderne
Dès son origine, le village a une vocation agricole.
Les habitants sont pauvres et pour la quasi-totalité ont travaillé comme bûcheron ou journalier.
Entre 1790 et 1830, la population passe de 150 habitants à 347. La démographie du village chute à partir de 1870, et compte 280 habitants en 1885.

 
Le gisement potassique a provoqué dans les villages situés dans le périmètre du bassin potassique dont Pulversheim est le centre, un bouleversement total et une transformation rapide de leur structure économique, sociale et culturelle.
De 250 habitants en 1920, la population passe à 376 en 1930.
Grâce à l’agrandissement de la cité minière, la population progresse rapidement : 1 000 habitants en 1946 ; 2 292 au recensement de mars 1999 et 2 917 au recensement complémentaire de 2005.
La reconversion économique du bassin potassique oriente aujourd’hui la population active vers les sites industriels de l’entreprise « Automobiles Peugeot », vers les entreprises chimiques et pharmacologiques, notamment en Suisse.
Après avoir développé l’intercommunalité en fondant la communauté de communes du Bassin Potassique, Pulversheim et la majorité des communes limitrophes ont rejoint en janvier 2004 la communauté d’agglomération mulhousienne Sud-Alsace (CAMSA), devenue Mulhouse Alsace Agglomération en 2009.

## Politique et administration

### Administration municipale

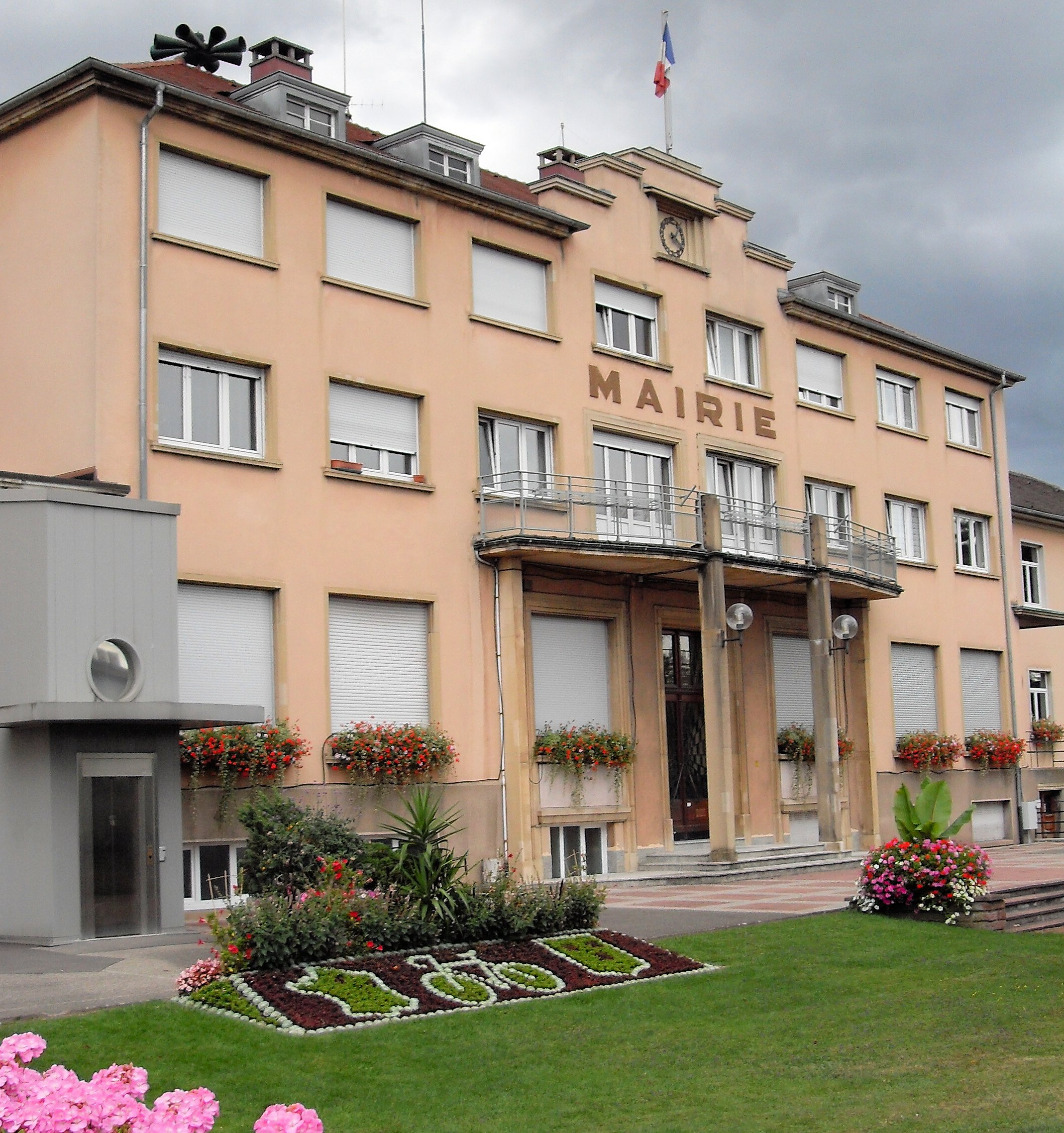
La mairie.

Le nombre d'habitants au dernier recensement étant compris entre 2 500 et 3 499, le nombre de membres du conseil municipal est de 23.
Voici le partage des sièges au sein du conseil municipal de Pulversheim en 2020 :

### Liste des maires
Depuis l'après-guerre, six maires se sont succédé à la tête de la commune.
| Période                                  | Période                       | Identité              | Étiquette                              | Qualité |
| ---------------------------------------- | ----------------------------- | --------------------- | -------------------------------------- | --- |
| Les données manquantes sont à compléter. |                               |                       |                                        | |
| 1848                                     | 1871                          | Xavier Himmelspach    |                                        | Démissionnaire pour raisons politiques |
| Les données manquantes sont à compléter. |                               |                       |                                        | |
| 1914                                     | 1940                          | Camille Hueber        |                                        | |
| Les données manquantes sont à compléter. |                               |                       |                                        | |
| avril 1945                               | mars 1977                     | Georges Bourgeois     | RPF puis RS puis UNR puis UDR puis RPR | Huissier de justice Sénateur du Haut-Rhin (1948 → 1951) Député du Haut-Rhin (1951 → 1958) Député du Haut-Rhin (2e circ.) (1958 → 1978) Conseiller général d'Ensisheim (1945 → 1973) Président du conseil général du Haut-Rhin (1958 → 1973) |
| mars 1977                                | juin 1995                     | Pierre Meyer          | RPR                                    | Directeur d'école retraité, maire honoraire |
| juin 1995                                | mars 2001                     | Claude Ott            |                                        | Proviseur retraité, maire honoraire Adjoint au maire (1983 → 1995) Vice-président de la CC du Bassin Potassique Chevalier de la Légion d'honneur, officier des Palmes académiques                                                           |
| mars 2001                                | mars 2008                     | Louis Feder           | DVD                                    | |
| mars 2008                                | mai 2020                      | Jean-Claude Eicher    | UDI                                    | Contremaître retraité, adjoint au maire (2001 → 2008) Vice-président de Mulhouse Alsace Agglomération Réélu en 2014 |
| mai 2020                                 | En cours (au 19 janvier 2021) | Christophe Toranelli, | DVC                                    | Professeur d'électrotechnique Conseiller communautaire délégué de M2A |

## Enseignement
Sur la commune se trouve le lycée des métiers Charles de Gaulle, établissement proposant des formations de bac pro, CAP et BTS en chaudronnerie, électrotechnique et sécurité.

## Démographie
L'évolution du nombre d'habitants est connue à travers les recensements de la population effectués dans la commune depuis 1793. Pour les communes de moins de 10 000 habitants, une enquête de recensement portant sur toute la population est réalisée tous les cinq ans, les populations de référence des années intermédiaires étant quant à elles estimées par interpolation ou extrapolation. Pour la commune, le premier recensement exhaustif entrant dans le cadre du nouveau dispositif a été réalisé en 2007.

En 2022, la commune comptait 3 075 habitants, en évolution de +4,59 % par rapport à 2016 (Haut-Rhin : +0,66 %, France hors Mayotte : +2,11 %).
| 1793 | 1800 | 1806 | 1821 | 1831 | 1836 | 1841 | 1846 | 1851 |
| ---- | ---- | ---- | ---- | ---- | ---- | ---- | ---- | ---- |
| 157  | 187  | 208  | 286  | 347  | 335  | 324  | 337  | 335  |

| 1856 | 1861 | 1866 | 1871 | 1875 | 1880 | 1885 | 1890 | 1895 |
| ---- | ---- | ---- | ---- | ---- | ---- | ---- | ---- | ---- |
| 329  | 340  | 350  | 321  | 281  | 274  | 291  | 287  | 303  |

| 1900 | 1905 | 1910 | 1921 | 1926 | 1931 | 1936 | 1946  | 1954  |
| ---- | ---- | ---- | ---- | ---- | ---- | ---- | ----- | ----- |
| 309  | 307  | 283  | 262  | 271  | 376  | 675  | 1 050 | 1 510 |

| 1962  | 1968  | 1975  | 1982  | 1990  | 1999  | 2006  | 2007  | 2012  |
| ----- | ----- | ----- | ----- | ----- | ----- | ----- | ----- | ----- |
| 1 747 | 1 876 | 2 130 | 2 006 | 2 021 | 2 266 | 2 744 | 2 819 | 2 925 |

| 2017  | 2022  | - | - | - | - | - | - | - |
| ----- | ----- | - | - | - | - | - | - | - |
| 2 960 | 3 075 | - | - | - | - | - | - | - |

## Culture locale et patrimoine

### Lieux et monuments
- Église Saint-Étienne construite vers 1880 lors de l'annexion allemande.
- Église Saint-Jean inaugurée en 1968, construite dans un style industriel avec un plan carré et une toiture pyramidale métallique.
- Écomusée d'Alsace.
- Puits Rodolphe.

### Personnalités liées à la commune
- Georges Bourgeois : député-maire de 1945 à 1973.

### Héraldique
| Blason de Pulversheim | Les armes de Pulversheim se blasonnent ainsi : D'or à trois roses de gueules, boutonnées d'or et feuillées de sinople, deux et un. |